# Gypsy (Shakira)
Gypsy is een single van Shakira uit 2010. Het nummer is de vierde single van haar album She Wolf. Net zoals enkele vorige nummers van de Colombiaanse zangers kent ook dit nummer een Spaanse versie, genaamd "Gitana".
In de Nederlandse Top 40 behaalde het nummer geen notering en piekte op plek 3 in de Tipparade. Het nummer stond 1 week in de Vlaamse Ultratop 50, waar het plek 40 behaalde.
Voor het nummer werd een videoclip gemaakt, waarin tennisspeler Rafael Nadal de rol speelt van Shakira’s geliefde.

## Tracklist
- 'Gypsy' - 3:18
- 'Gypsy' (Freemasons remix) - 3:27